# Nécropole nationale d'Avocourt
La Nécropole nationale d'Avocourt est un cimetière militaire français situé sur la commune d'Avocourt dans le département de la Meuse en région Grand Est.

## Histoire
La nécropole nationale d'Avocourt a été créée de 1921 à 1925. De 1930 à 1934, on y a regroupé les dépouilles des soldats français morts dans le secteur d'Avocourt, provenant cimetières militaires de Jubécourt et de Récicourt et inhumé des corps découverts après la guerre sur le champ de bataille de la rive gauche de la Meuse, à la cote 304 et au Mort-Homme.
En 1954, les corps des marsouins tombés à la cote 304, en 1940, inhumés dans le carré militaire du cimetière communal d'Esnes, y ont été réinhumés.
Le cimetière a été rénové en 1963.

## Caractéristiques
La nécropole d'Avocourt a une superficie de 1,2 ha. Elle rassemble 1 896 corps en tombes individuelles, 1 847 soldats français de la Première Guerre mondiale et 49 de la Seconde Guerre mondiale.